# Ludwig Pohl
Ludwig Maria Pohl (* 28. September 1932 in Liebau, Kreis Landeshut i. Schles., Provinz Niederschlesien; † 24. Oktober 2020 in Darmstadt) war ein deutscher Chemiker, bekannt für die Entwicklung von Flüssigkristallen.

## Leben
Pohl studierte von 1954 bis zur Promotion 1962 Chemie an den Universitäten  Hannover und Würzburg, wo er 1962 in Physikalischer Chemie promoviert wurde. Er war von 1962 bis 1964 Assistent an der TH Hannover (Institut für Physikalische Chemie) und von 1964 bis 1966 an der TH Braunschweig (Institut für Organische Chemie). 1966 ging er in die Chemieforschung zu Merck KGaA in Darmstadt. Anfangs befasste er sich mit der Aufklärung der Struktur von Pharmawirkstoffen und Lösungsmitteln für die Molekülspektroskopie. Auf einer Tagung in Ohio sah er 1968 den ersten Flüssigkristall-Bildschirm und schlug Merck den Einstieg in die Forschung vor, was seine Firma aber damals ablehnte, da sie keine Zukunftsaussichten sah. Er betrieb die Forschung in der Firma allerdings weiter (mit der Unterstützung seines Vorgesetzten) und erhielt dafür Fördermittel vom Bundesverteidigungs- und Bundesforschungsministerium. Ende 1976 fand sich mit den Cyanophenylcyclohexanen eine geeignete neue Flüssigkristallfamilie (nach vorherigen Fortschritten an den Universitäten Hull und Halle). Der Umsatz der Firma mit Flüssigkristallen stieg damit auf über 1 Million DM. 2013 machte die Firma 1,1 Milliarden Euro Umsatz mit Flüssigkristallen und war Weltmarktführer. Pohl war Abteilungsleiter bei Merck und ging 1996 in den Ruhestand. Die verwendeten Flüssigkristalle sind speziell angefertigte Mischungen von 15 bis 20 Substanzen, die durch diese Vielfalt über einen breiten Temperaturbereich einsetzbar sind und für unterschiedliche Anwendungen optimiert werden.
2014 wurde er vom Manager Magazin in dessen Hall of Fame der deutschen Forschung aufgenommen.